# Pont de l'antic portal de Farigola
El Pont de l'antic portal de Farigola és una obra de Valls (Alt Camp) protegida com a Bé Cultural d'Interès Local.

## Descripció
La part antiga de l'arc és de pedra, i la nova de maons. Està situat sobre el Torret de la Xamora, un afluent del Ter per l'esquerra del Francoli.
L'antic camí ral partia del portal de St. Antoni, avui costa de l'església, menava al pont de Farigola des d'on es podia prendre el camí cap a Montbalnc. Aquell camí salvava el torrent mitjançant un antiquíssim pont, probablement existent ja al segle X o XI. Malgrat la seva construcció rudimetària i senzilla, serví per unir el Vilagrós amb la cavalleria. Amb el pas del temps, cap a inicis segle xiv, el pont era denominat Farigola.

## Història
Actualment encara s'hi poden veure vestigis medievals, sobretot a la base. Cap el 1704 era onegut com el pont de les fonts de farigola.